# Nicole Gius
Nicole Gius (Schlanders; 16. studenog 1980.) umirovljena je talijanska alpska skijašica. Nastupa u disciplinama veleslalom i slalom.

## Olimpijske igre
Na Olimpijskim igrama nastupala je dva puta u Salt Lake Cityu 2002. godine osvojila je 10. mjesto u slalomu i 19. u veleslalomu, na olimpijskim igrama u Vancouveru 2010. godine osvojila je 8. mjesto u slalomu i 20. u veleslalomu.

## Svjetski kup
U Svjetskome skijaškome kupu Nicole nastupa od 6. siječnja 1988. godine, nije imala ni jednu pobjedu, imala je dva druga mjesta u slalomu i veleslalomu te dva treća mjesta u istim disciplinama.

## Vanjske poveznice
- Osobna službena stranica  Arhivirana inačica izvorne stranice od 23. siječnja 2007. (Wayback Machine)
- Statistike FIS-a  Arhivirana inačica izvorne stranice od 3. studenoga 2011. (Wayback Machine)